# Вестерос-Центральний (станція)
59°36′26″ пн. ш. 16°33′07″ сх. д. / 59.607222222222° пн. ш. 16.551944444444° сх. д.
Вестерос-Центральний (швед. Västerås resecentrum) — головна залізнична станція шведського міста Вестерос. Розташована за 100 км від столиці Швеції.

## Історія
Будівля вокзалу станції була спроєктована Державним архітектурним бюро Швеції під керівництвом архітектора Адольфа Едельсворда. Реконструкцію станції та додавання нового мосту розроблено архітекторами SAR Ларсом Вестербергом та Чарлі Гуллстремом в компанії «Gullstom Westerberg Arkitektkontor AB» у співпраці з архітектором SAR Ласло Марко.
Власник станції — компанія «Västerås Central AB», яка є спільною власністю транспортної компанії Jernhusen AB (51 %) та комуни Вестерос (49 %).

## Галерея

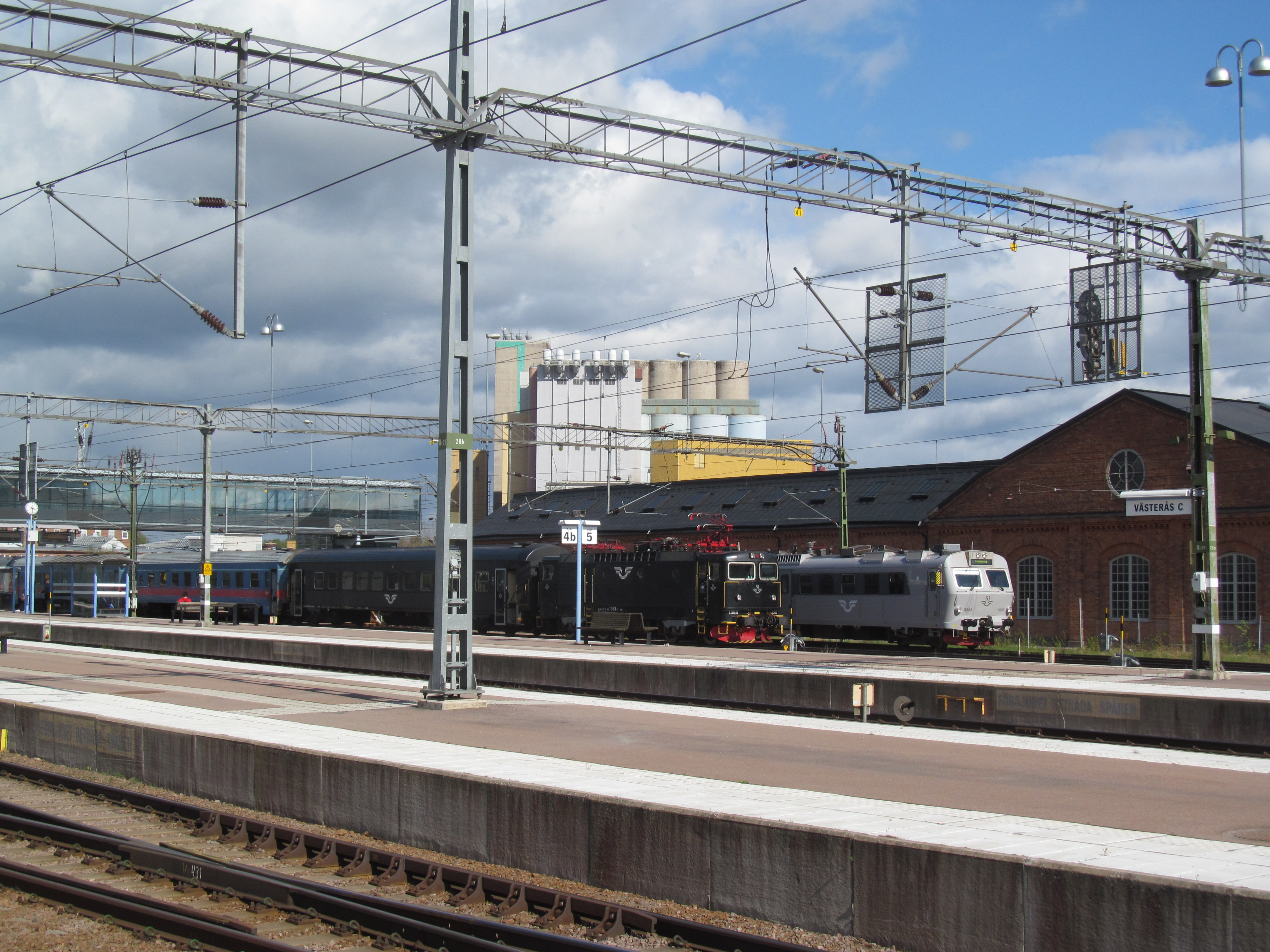
Платформи станції
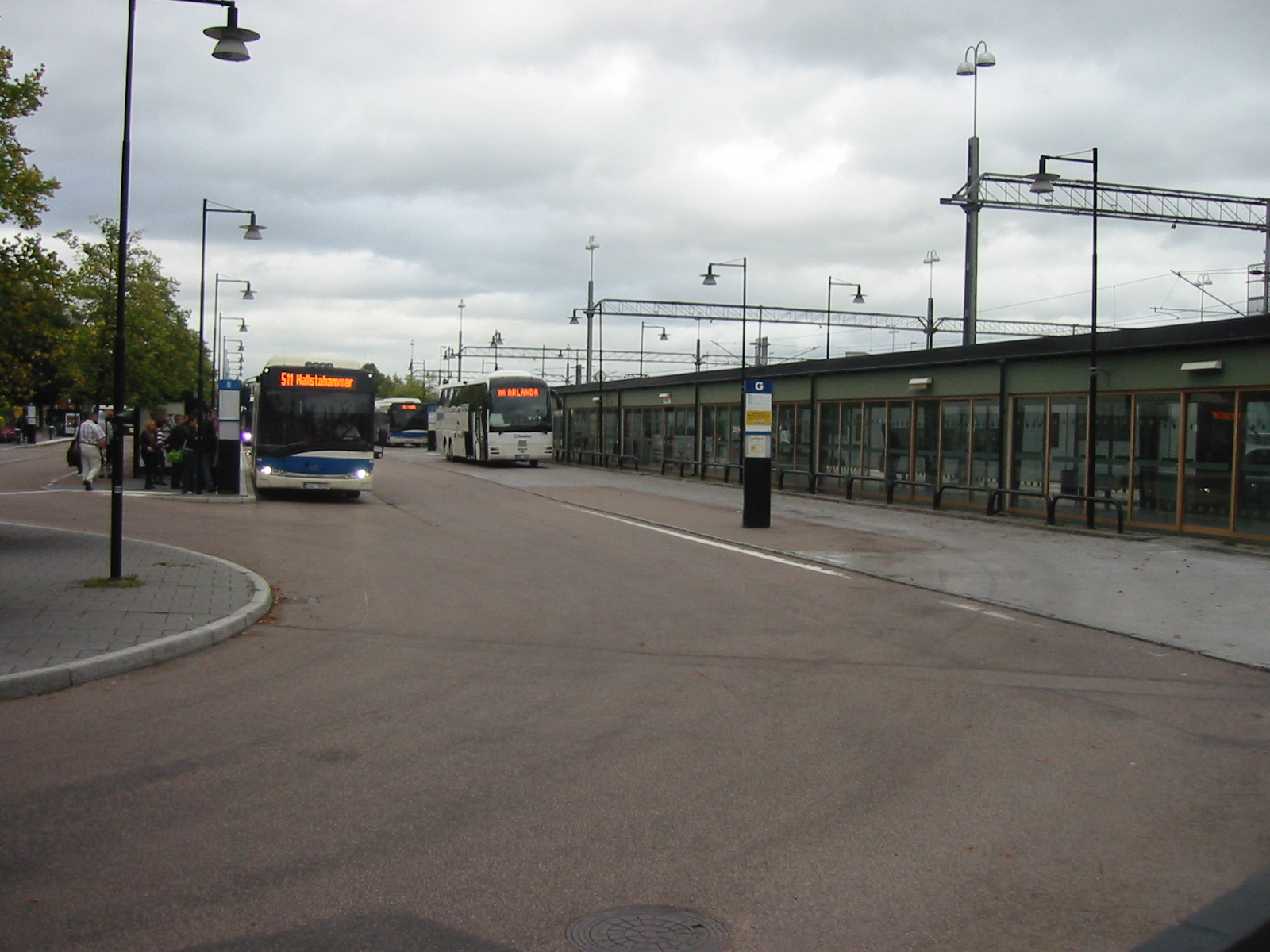
Автобусна станція